# Rodezja Południowa na Letnich Igrzyskach Olimpijskich 1928
Reprezentacja Rodezji Południowej na Letnich Igrzyskach Olimpijskich 1928 w Amsterdamie. Występ ten był pierwszym w historii startem reprezentacji Rodezji Południowej (obecnie Zimbabwe) w letnich igrzyskach olimpijskich. Drużyna ta stała się trzecią reprezentacją z Afryki startującą w igrzyskach. Po raz drugi reprezentanci Rodezji Południowej wystąpili na igrzyskach w 1960.

## Skład kadry

### Boks
Mężczyźni
- Cecil Bissett - waga lekka - 5. miejsce (odpadł w ćwierćfinale)
- Leonard Hall - waga półśrednia - 9. miejsce (odpadł w 2. rundzie)